# РСЛ-1
РСЛ-1 (в процессе разработки имел шифр РСЛ-01 «Кабан») — револьвер, разработанный в качестве служебного оружия для сотрудников государственных и частных охранных структур, а также служб безопасности. Серийно производился с 1996 года ОАО «Кировский завод „Маяк“», на рубеже 2009—2010 года выпуск прекращён.

## Конструкция
РСЛ-1 изготовлен по классической схеме с применением в конструкции лёгких сплавов. Барабан откидывается влево. Ударно-спусковой механизм двойного действия, куркового типа с открытым курком. Прицельные приспособления — регулируемые, мушка и открытый целик (для облегчения прицеливания в условиях недостаточной освещенности на мушке и целике нанесены белые метки). Накладки на рукоять пластмассовые или деревянные.

## Страны-эксплуатанты
- Россия — РСЛ-1 в 1996 году был сертифицирован в качестве служебного оружия для частных охранных структур[3][4], находится на вооружении вневедомственной охраны МВД РФ[5], сотрудников ФГУП «Охрана» МВД РФ[6], ведомственной охраны федеральных органов исполнительной власти[7], лесной охраны[8], отдельных категорий сотрудников Министерства сельского хозяйства РФ[9], федеральной почтовой службы[10], Росприроднадзора[11] и Росгидромета[12]
- Беларусь — в августе 2002 года РСЛ-1 был сертифицирован в качестве служебного оружия[13].

## Гражданское оружие самообороны
- с 1993 года заводом выпускался 9-мм газовый револьвер МЦРГ-1[14]. Отличается только конструкцией ствола (с лейнером), материалом (легкий сплав вместо оружейной стали) и меньшей массой[15] — 362 грамм без патронов. Выпуск прекращён;
- осенью 2004 года был разработан 9-мм травматический револьвер ММРТ-1 «Шершень» под патрон .380 ME GUM, имеющий конструктивное сходство с РСЛ-1, но внешне отличавшийся компоновкой и скрытым расположением курка[16]. Выпущен в небольшом количестве, снят с производства;
- в 2005 году был разработан 9-мм травматический револьвер ММРТ-2 «Овод» под патрон .380 ME GUM, имеющий внешнее и конструктивное сходство с РСЛ-1[17]. Револьвер шестизарядный; масса оружия — 0,75 кг; длина — 173 мм, высота — 125 мм, ширина — 38 мм. В продажу поступил после прохождения процедуры сертификации, в начале 2008 года[18];
- несколько позднее был разработан 9-мм травматический револьвер ММРТ-3 «Шершень-2» под патрон .380 ME GUM, имеющий конструктивное и внешнее сходство с РСЛ-1. По состоянию на декабрь 2010 года, находился в производстве.

## Музейные экспонаты
- Один револьвер РСЛ-1 является экспонатом Музейно-выставочного комплекса стрелкового оружия имени М. Т. Калашникова в Ижевске[19].